# Azeri-stijl

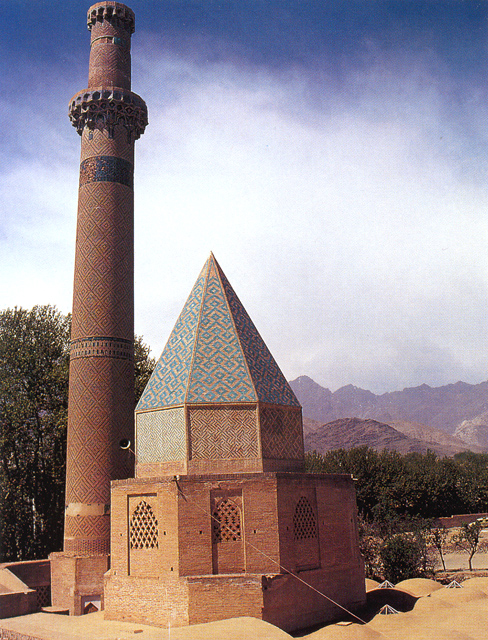
Tombe van Abdas-Samad in Natanz

De Azeri-stijl (Perzisch: شیوه معماری آذری) is een bouwstijl (sabk), ontwikkeld binnen de Perzische architectuur. De stijl heeft zich ontwikkeld in het Noord-Iraanse Azerbeidzjan en heeft zich daarna verder over Iran verspreid. Voorbeelden van deze bouwstijl dateren uit de periode tussen eind 13de eeuw (Il-kanaat) en de opkomst van de Safawidendynastie in de 16e eeuw.

## Voorbeelden
Bekende voorbeelden van gebouwen zijn:
- Soltaniyeh
- Arg-e Ali Shah
- Vrijdagmoskee van Varamin
- Goharshadmoskee
- Bibi Khanum
- Tombe van Abdas-Samad Esfahani
- Gur-e Emir
- Vrijdagmoskee van Yazd